# Spirostreptus pyrrhozonus
Spirostreptus pyrrhozonus är en mångfotingart som beskrevs av Gerstaecker 1873. Spirostreptus pyrrhozonus ingår i släktet Spirostreptus och familjen Spirostreptidae. Inga underarter finns listade i Catalogue of Life.